# .je
.je ist die länderspezifische Top-Level-Domain (ccTLD) der britischen Insel Jersey. Sie existiert seit dem 8. August 1996 und wird durch das ortsansässige Unternehmen Island Networks verwaltet.

## Eigenschaften
Insgesamt darf eine .je-Domain zwischen einem und 63 Zeichen lang sein und nur alphanumerische Zeichen beinhalten. Die Vergabe erfolgt automatisiert und ist in der Regel nach zwei Tagen abgeschlossen. Ein Wohnsitz oder eine Niederlassung auf Jersey sind nicht notwendig, um eine .je-Domain zu registrieren. Neben den Adressen auf zweiter Ebene werden auch Domains unterhalb von .co.je oder .org.je vergeben, die sich speziell an kommerzielle Unternehmen respektive gemeinnützige Organisationen richten.

## Firma
Im Zuge der Einführung neuer Top-Level-Domains wurde ein Streit zwischen Island Networks, das mittlerweile unter der Bezeichnung TLD Registry Services firmiert, und der TLD Registrar Services bekannt. Für ähnliche Namen zweier Bewerber war in den Richtlinien der ICANN bislang keine Regelung vorgesehen.